# Harrisburg (Dakota del Sud)
Harrisburg és una població dels Estats Units a l'estat de Dakota del Sud. Segons el cens del 2009 tenia 5.412 habitants.

## Demografia
Segons el cens del 2000, Harrisburg tenia 958 habitants, 315 habitatges, i 263 famílies. La densitat de població era de 406,5 habitants per km².
Dels 315 habitatges en un 53% hi vivien nens de menys de 18 anys, en un 70,5% hi vivien parelles casades, en un 11,1% dones solteres, i en un 16,2% no eren unitats familiars. En el 10,8% dels habitatges hi vivien persones soles el 3,8% de les quals corresponia a persones de 65 anys o més que vivien soles. El nombre mitjà de persones vivint en cada habitatge era de 3,04 i el nombre mitjà de persones que vivien en cada família era de 3,31.
Per edats la població es repartia de la següent manera: un 33,3% tenia menys de 18 anys, un 9,3% entre 18 i 24, un 37% entre 25 i 44, un 16,1% de 45 a 60 i un 4,4% 65 anys o més.
L'edat mediana era de 30 anys. Per cada 100 dones de 18 o més anys hi havia 100,9 homes.
La renda mediana per habitatge era de 51.196 $ i la renda mediana per família de 54.792 $. Els homes tenien una renda mediana de 32.109 $ mentre que les dones 24.167 $. La renda per capita de la població era de 17.414 $. Entorn del 0,8% de les famílies i l'1,5% de la població estaven per davall del llindar de pobresa.

## Poblacions més properes
El següent diagrama mostra les poblacions més properes.